# Villnöß
Villnöß ([fɪlˈnœs]; ladinisch und italienisch Funes) ist eine italienische Gemeinde mit 2555 Einwohnern (Stand 31. Dezember 2023) im Villnößtal in Südtirol. Sie umfasst die Ortschaften St. Peter, St. Magdalena, Teis, St. Valentin, St. Jakob und Coll. St. Peter ist der Hauptort der Gemeinde.
Der wichtigste Wirtschaftszweig in Villnöß ist der Tourismus.

## Geographie

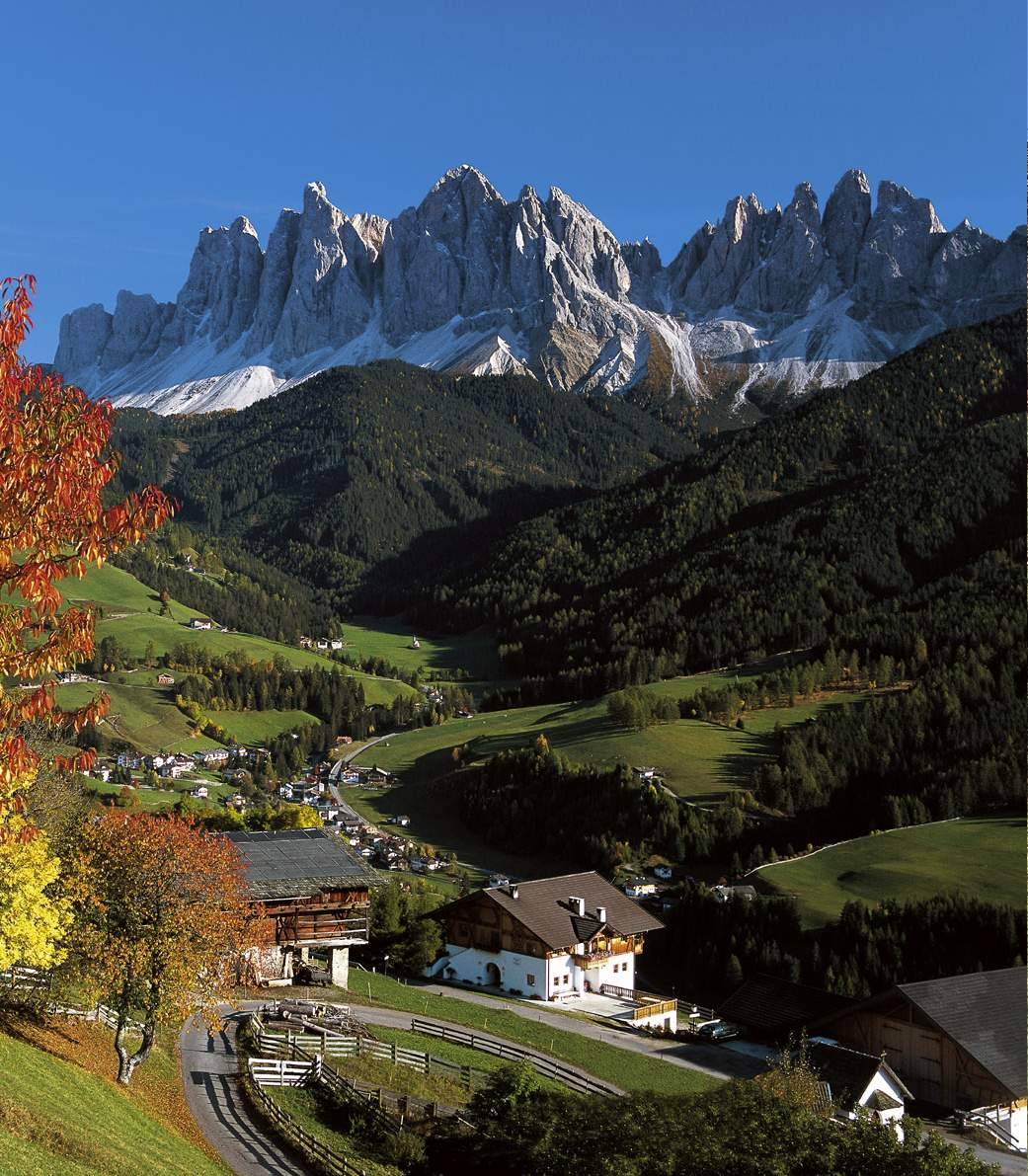
Blick über das Villnößtal zu den Geislern

Die Gemeinde Villnöß erstreckt sich über den Großteil des Villnößtals in den Dolomiten, umfasst etwa die Hälfte des parallel dazu verlaufenden Aferer Tals, kleine Teile des Eisacktals sowie umliegende Berggebiete.
Das Villnößtal ist ein linkes, östliches Seitental des Eisacktals, das vom Villnößer Bach entwässert wird. Zur Gemeinde Villnöß gehört nahezu das gesamte Tal, nur der unterste Abschnitt ist administrativ aufgeteilt. Die rechte Seite bis hinaus zum Eisack rechnet zu Villnöß, die linke Seite zählt zum Gebiet der Nachbargemeinde Klausen. Im Bereich des Villnößtals liegen die drei Dörfer der Gemeinde: Teis befindet sich in erhöhter Hanglage auf rund 950 m am Übergang zum Eisacktal, weiter taleinwärts folgen zunächst der zentrale Hauptort St. Peter (1150 m) und schließlich St. Magdalena (1250 m). Die nördlichen Talhänge bieten westlich von St. Peter den kleinen Weilern St. Valentin (1150 m) und St. Jakob (1300 m) Platz; erhöht zwischen St. Peter und St. Magdalena verteilen sich die Gehöfte der Streusiedlung Coll mit einem kleinen Ortskern auf 1400 m.
Auch das nördlich parallel verlaufende Aferer Tal mündet ins Eisacktal. Vom Villnößtal ist es durch einen bewaldeten Höhenzug getrennt, in dem lediglich das Russiskreuz (1729 m) einen befahrbaren Übergang aufweist. Im Aferer Tal bis hinauf zum Kofeljoch (1866 m) nimmt die Gemeinde die südliche, unbesiedelte Talflanke links der Sade ein. Östlich davon ragt das Gemeindegebiet auch noch ein kleines Stück in den Lüsner Talschluss bis zur Lasanke hinein.
Der hintere Teil des Villnößtals ist von den hohen Bergketten der Geislergruppe und der Peitlerkofelgruppe umgeben, die beide in weiten Teilen im Naturpark Puez-Geisler unter Schutz stehen. Besonders berühmt sind die südöstlich aufragenden Geislerspitzen, die mit ihren zwei Hauptgipfeln, dem Sass Rigais und der Furchetta (beide 3025 m), die Talansicht beherrschen. Gegen Westen flacht der Villnöß gegen Gröden abgrenzende Kamm zur Seceda (2518 m) und zu den Raschötzer Almen deutlich ab. Die Berge über dem Talschluss (etwa der Zendleser Kofel, 2422 m) und nördlich davon werden zur Peitlerkofelgruppe gerechnet. Der höchste Gipfel hier ist der zur Untergruppe der Aferer Geisler gehörende Tullen (2652 m).

## Geschichte

### Allgemein
Steinzeit, Bronzezeit und Eisenzeit:
Vor 5000 v. Chr. ist wenig über das Tal bekannt. Ab 5000 v. Chr. breiteten sich auch hier der Ackerbau und die Viehzucht aus. Aus dieser Zeit wurden unter den Geislern Feuersteinspitzen gefunden. Aus der Bronzezeit und Eisenzeit wurden überwiegend Funde in St. Peter und in Teis gemacht.
Besiedlung:
Villnöß wurde von Rätern, Rätoromanen und Germanen besiedelt. Diese Besiedlung ist auch in anderen Dolomitentälern nachzuweisen.
Vorgeschichte von Villnöß:
Villnöß gehörte zur Urpfarre Albeins, gemeinsam mit Lajen, Gufidaun, Gröden und Kolfuschg. Im Hauptort St. Peter wurde 1029 eine eigene Kirche errichtet und der Ort bekam außerdem einen eigenen Seelsorger.
In einer Urkunde tauchte 1058 zum ersten Mal der Name Villnöß auf, dabei gab es verschiedene Schreibweisen (Valnes, Volnes, Volnez usw.). Teis wurde erstmals 1157 als Tisis erwähnt und auch von Teis gab es verschiedene Schreibweisen, z. B. Tys, Tays, Thaiss und Theiss. 1505 wurde Villnöß von Albeins losgelöst und erhielt den ersten eigenen Pfarrer.
Bis ins Spätmittelalter war das Grödnerische Ladinisch die Umgangssprache. Um 1500 setzte sich im Tal die deutsche Sprache durch und es entstand der bairische Villnößer Dialekt, in dem noch viele Wörter aus dem Ladinischen stammen. An den Flur- und Hofnamen sieht man das historische Voranschreiten des Deutschen ins Talinnere. Im äußeren Villnößtal sind die Namen gänzlich eingedeutscht, während im Inneren des Tales aufgrund der späteren Etablierung des Deutschen die ladinischen Namen unverändert blieben.
Errichtung der Gemeinde Villnöß:
1810 wurden unter bayrischer Herrschaft die Gemeinden Villnöß, Gufidaun und Teis errichtet. Österreich bestätigte diese 1817. Gufidaun und Teis wurden 1854 zusammengeschlossen, 15 Jahre später jedoch wieder getrennt. Teis blieb bis 1929 eine selbstständige Gemeinde, wurde dann aber als Fraktion an Villnöß angeschlossen.

### Ansitz Ranuihof
Am Ende des Tales liegt der historische Ansitz Ranuihof. Der Hof ist ein ehemaliger Jagdansitz. Er diente seit dem 17. Jahrhundert den Handelsherren von Jenner in Klausen als Jagdschlösschen. Sie brachten es auch in die heutige Form. Der Ansitz Ranuihof befindet sich am Fuß der Geislerspitzen und bildet den Abschluss des Tales. Der Edelsitz ist mit zahlreichen Wandgemälden ausgestattet, auf denen Jagdszenen zu sehen sind. Die Fresken des Ansitzes wurden 1983 restauriert.

## Politik
Bürgermeister seit 1952:
- Peter Fischnaller: 1952–1956
- Johann Messner: 1956–1969
- Johann Runggatscher: 1969–2000
- Robert Messner: 2000–2015
- Peter Pernthaler: seit 2015

## Bevölkerung
Villnöß ist gemäß den erhobenen Sprachgruppenzugehörigkeitserklärungen bzw. Sprachgruppenzuordnungserklärungen eine weitgehend deutschsprachige Gemeinde. Als Berechnungsgrundlage der folgenden Prozentwerte wurden die gültigen Erklärungen von Personen mit italienischer Staatsbürgerschaft herangezogen.
| Sprache     | 1981    | 1991    | 2001    | 2011    | 2024    |
| ----------- | ------- | ------- | ------- | ------- | ------- |
| Deutsch     | 99,50 % | 98,75 % | 98,72 % | 97,69 % | 96,97 % |
| Italienisch | 0,45 %  | 0,94 %  | 0,93 %  | 1,99 %  | 2,49 %  |
| Ladinisch   | 0,05 %  | 0,31 %  | 0,35 %  | 0,32 %  | 0,54 %  |

## Bildung
In der Gemeinde gibt es Bildungseinrichtungen für die deutsche Sprachgruppe. Zu diesen gehören drei Grundschulen in St. Magdalena, St. Peter und Teis.

## Sehenswürdigkeiten

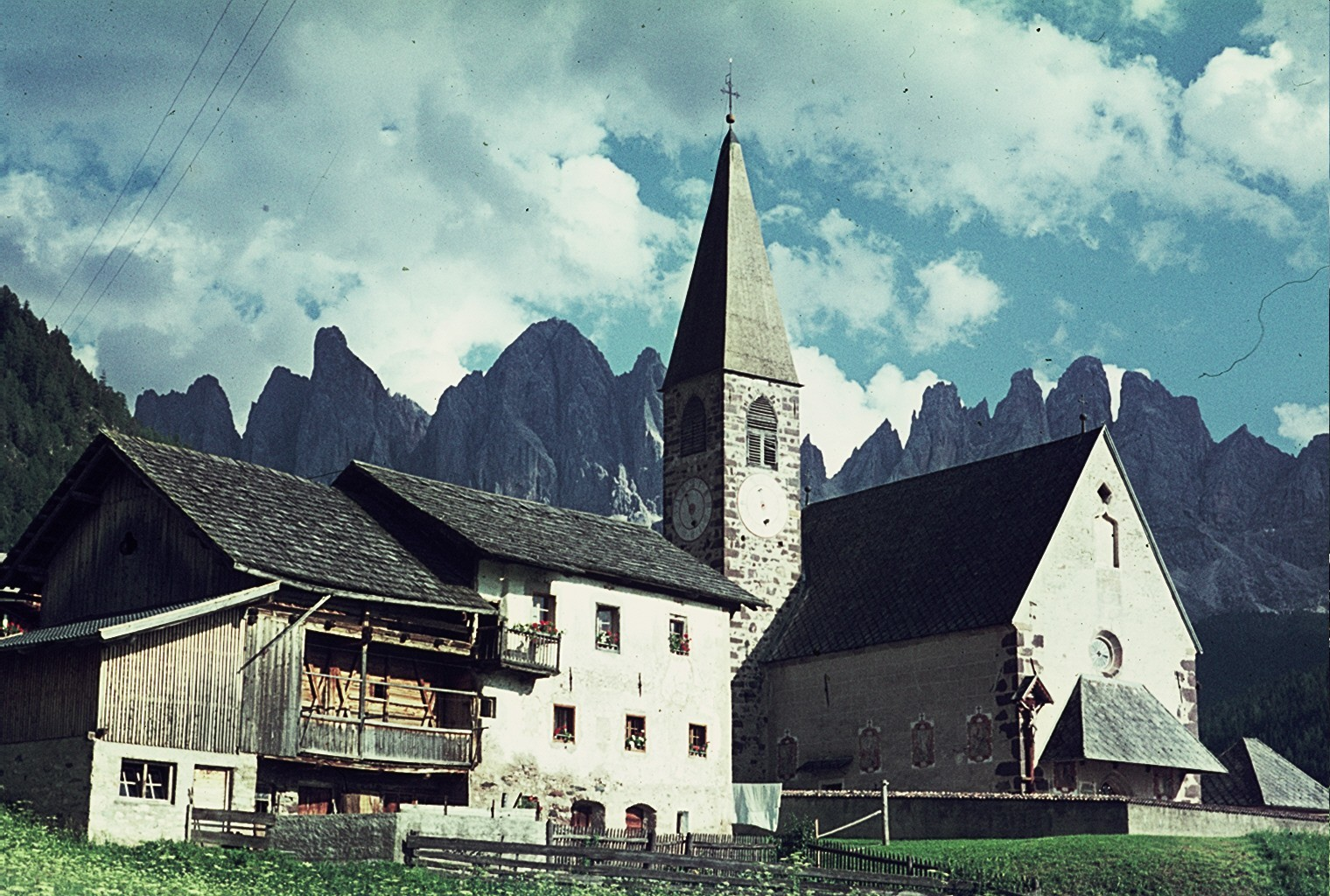
St. Magdalena in den 1960er Jahren…

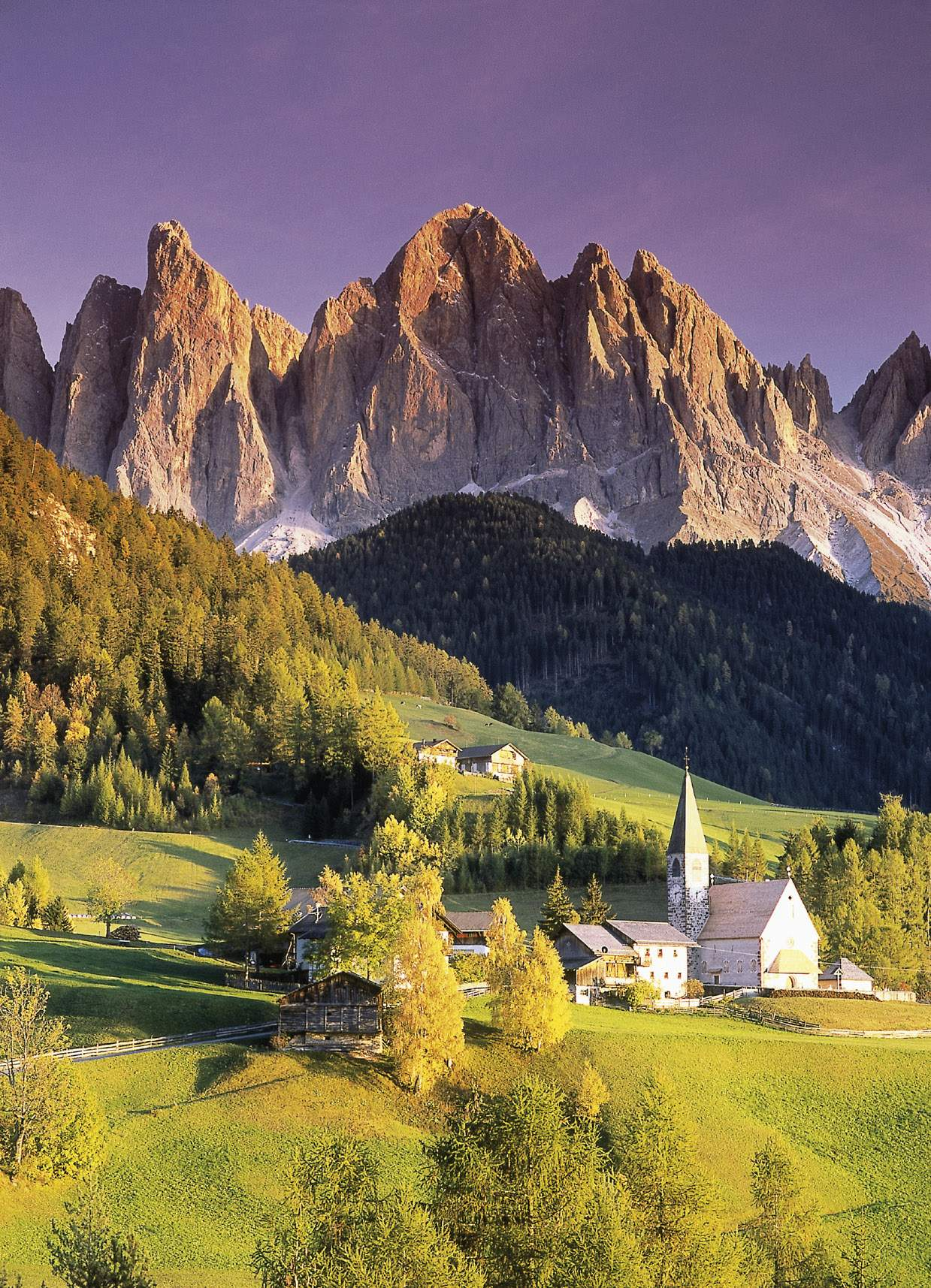
…und 2004

Eine Sehenswürdigkeit in Villnöß ist das im Jahr 2009 erbaute Naturparkhaus Puez-Geisler. Da Villnöß einen optimalen Zugang zum Naturpark Puez-Geisler bietet, wurde dieses Tal als Standort gewählt. Der Sinn des Naturparkhauses ist es, den Besucher über den Naturpark Puez-Geisler zu informieren und das Interesse dafür zu wecken.
Die Kirche St. Magdalena liegt in St. Magdalena. Viele Sagen ranken sich um die Namensgebung und Entstehung der Kirche. Laut einer Sage wurde nach einem schweren Unwetter eine kleine Statue der Hl. Magdalena vom Fopal-Bachl angeschwemmt und genau an dieser Stelle wurde dann die Kirche errichtet. Noch heute thront jenes Mirakelbild in der Kirche St. Magdalena.
Eine weitere Sehenswürdigkeit ist die Pfarrkirche von St. Peter. Sie befindet sich im Zentrum des Dorfes und ist durch eine steile Treppe zu erreichen. Die Kirche wurde 1801 den Aposteln Petrus und Paulus geweiht. Aufgrund ihrer Größe und ihrer reichen barocken Ausstattung wird sie auch „Dom im Tale“ genannt. Der Glockenturm steht mit einer Höhe von 65 Metern und einer zwiebelförmigen Kuppel neben der Kirche.

## Wirtschaft
Der wichtigste Wirtschaftszweig in Villnöß ist die Landwirtschaft. Daneben gewinnt der Tourismus zunehmend an Bedeutung. Die Gemeinde gehört zum Netzwerk Alpine Pearls, das auf umweltfreundliche und sanfte Mobilität im Tourismus setzt. Zudem sind verschiedene Wanderwege in der Gemeinde eingerichtet.
Nach dem Tal ist das Villnösser Brillenschaf benannt, das dort in gewissem Umfang gezüchtet wird.

## Persönlichkeiten

### Söhne und Töchter der Gemeinde
- Toni Profanter (* 1954), Kapellmeister
- Hansjörg Profanter (* 1956), Musiker
- Roland Fischnaller (* 1975), Skirennläufer
- Gabriel Messner (* 1997), Snowboarder

### Mit der Gemeinde verbundene Persönlichkeiten
- Reinhold Messner (* 1944), Bergsteiger, Abenteurer, Buchautor, Museumsgründer und Politiker
- Günther Messner (1946–1970), Bankkaufmann und Bergsteiger
- Siegfried Messner (* 1947), Politiker